# فردریک دو بلویل
فردریک دو بلویل (فرانسوی: Frederic De Belleville‎؛ ۱۷ فوریه ۱۸۵۵ – ۲۵ فوریهٔ ۱۹۲۳) بازیگر بلژیکی‌الاصل اهل ایالات متحده آمریکا بود.
از فیلم‌هایی که وی در آن‌ها نقش داشته است، می‌توان به  ماجراهای جدید جی. روفوس والینگفورد اشاره نمود.